# Serge Krief
Serge Krief (* 10. Juli 1962 in Paris) ist ein französischer Musiker des Gypsy Jazz (Gitarre, Komposition).

## Leben und Wirken
Krief begann mit 15 Jahren Gitarre zu lernen und war zunächst an Flamenco interessiert, bald insbesondere von Paco de Lucia. 1982 gab er ein erstes Konzert vor tausend Menschen in der Salle Marcel Pagnol in Villiers le Bel, an das sich im Sommer 1982 eine Tournee durch Südfrankreich anschloss. In Paris trat er im September 1982 als Vorgruppe von Manitas de Plata auf.
1983 wendete Krief sich dem Jazz zu, zunächst insbesondere dem Spiel von Django Reinhardt. Nach Tourneen mit Trio, Quartett und Quintett von 1987 bis 1989 trat er in Fernsehshows auf (Canal +, Dezember 1989, France 2, Januar 1990). Bei einem Konzert im Salle Pleyel zu Ehren von Django Reinhardt 1990 rekonstruierte Krief mit Babik Reinhardt, Richard Chiche und Pierre Blanchard an der Violine das Quintette du Hot Club de France. Am 26. Januar 1990 trat er erfolgreich im Trio mit Richard Chiche und Thierry Colson im Casino de Paris auf. Im Juni 1990 nahm er mit seinem Trio am Festival von Samois teil, im Folgejahr an der Grande parade du Jazz beim Festival de Cimiez in Nizza. Auch spielte er mit Angelo Debarre und Stochelo Rosenberg.
In den folgenden Jahren wurde das Spiel Kriefs moderner. Als Teil der Big Band von Emmanuel Bex erhielt er 1995 den Prix Django Reinhardt. 1999 war er auf Nordamerikatournee. 1999 trat er als Gast von George Benson im Blue Note (New York) auf. Im November 1999 entstand in Kanada mit dem Geiger Charles Wizen das Studioalbum Swing 39, dem Live au Granada (2000), ebenfalls bei JAC Records, folgte. Weiterhin war er mit L. Subramaniam, Paco Sery und Louis Winsberg im Studio. 
2001 trat Krief mit Mario Canonge, Linley Marthe, Paco Sery und Pierre-Olivier Govin im Sunset auf. Er gründete seine eigene Band Acid-Bop Project. 2002 trat er beim Festival Jazz à Vienne im Trio mit Biréli Lagrène und Richard Chiche (DVD) und als Vorgruppe von Al Jarreau beim Park City International Jazz Festival Utah auf. 2006 entstand sein Album Sea Breeze mit Dr. Lonnie Smith, Xavier Richardeau Baryton und Laurent Robin. Weiterhin ist er auf Festivaldokumentationen wie The Gypsy Jazz Guitar Festival 99 (Fret Records) und auf Kompilationen wie Generation Django oder Jazz Manouche zu hören. Seine Kompositionen wurden auch auf Alben von Pascal Bordeau / Samson Schmitt sowie Gildas Le Pape eingespielt.
Zudem war Krief an Django Legacy, einem Dokumentarfilm für das britische Fernsehen unter der Regie von John Jeremy beteiligt, der international ausgestrahlt wurde. Bei dem Spielfilm Mohamed Bertrand-Duval von Alex Métayer war er unter der Leitung von Babik Reinhardt mit Marcel Azzola, Luigi Trussardi und Richard Chiche an der Filmmusik beteiligt.